# Argéntea

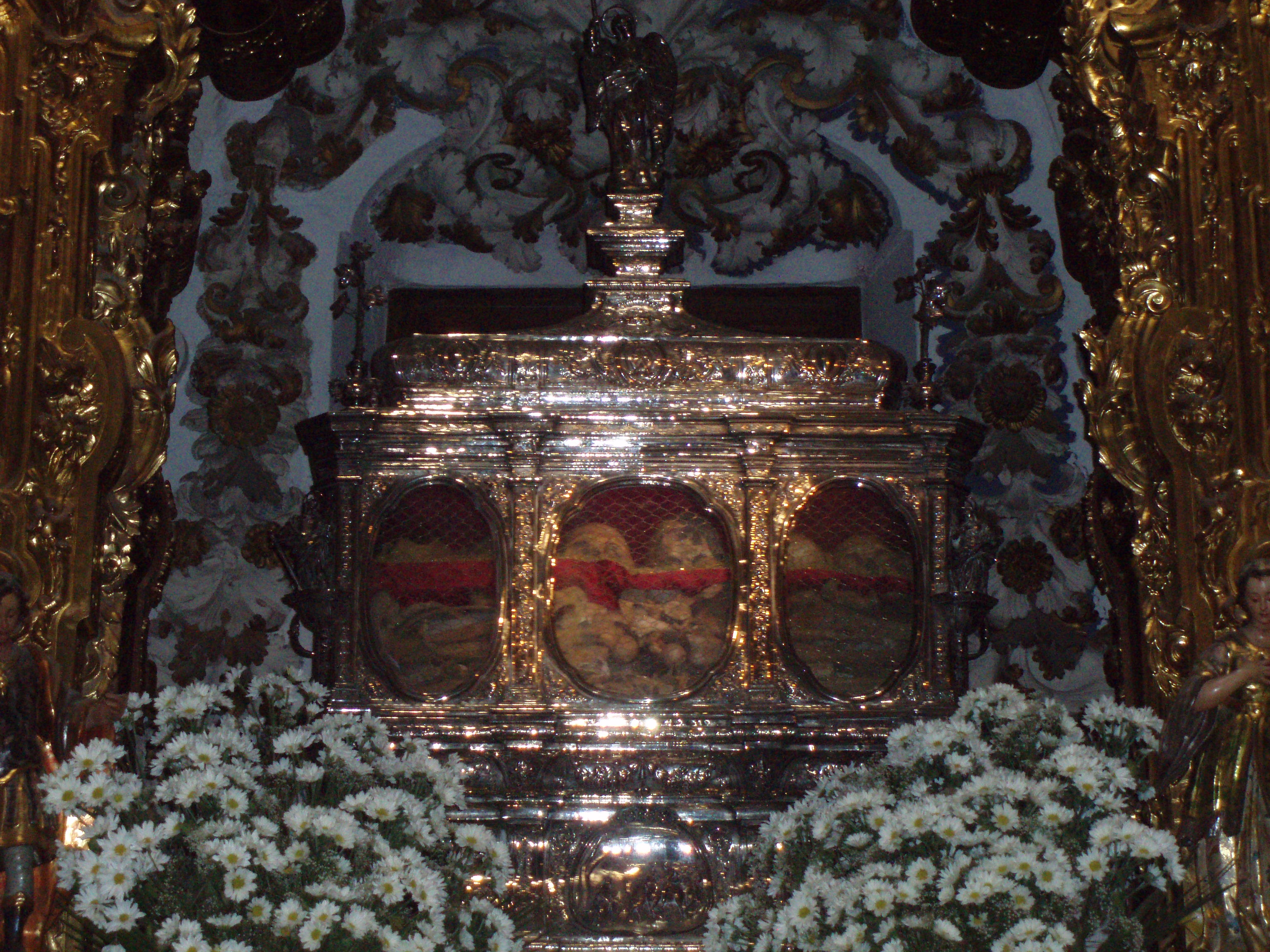
Arca que guarda las reliquias de los Santos Mártires de Córdoba. Basílica de San Pedro de Córdoba, España.

Argentea (siglo IX – Córdoba, 13 de mayo del 931) cristiana española martirizada por los musulmanes.

## Biografía
Su padre era Omar ben Hafsún, un musulmán que se convirtió al cristianismo con el nombre de Samuel, y que dirigía un señorío andaluz con capital en Bobastro, provincia de Málaga, enfrentado al emirato de Córdoba. Su madre se llamaba Columba. La pareja tuvo varios hijos.
Cuando murió la madre, Omar quiso que Argéntea se hiciese cargo de la administración de la casa pero ella prefirió llevar una vida como virgen consagrada con otras doncellas en el palacio paterno. Omar murió en el 917 y Argéntea quedó al cuidado de los hermanos. En el año 928 el emir musulmán Abderramán III tomó la fortaleza de Bobastro. Le perdonó la vida al hijo de Omar, Hafs, que se trasladó a Córdoba a vivir con su hermana.
Argéntea siguió llevando una vida retirada en Córdoba. En esta ciudad, conoció a un sacerdote de las Galias, Vulfura, que fue apresado por predicar la fe cristiana. Durante su estancia en prisión, era visitado por Argéntea. Preguntada por su fe, confesó ser cristiana. Como su padre había sido musulmán, ella tenía la obligación de ser musulmana. Ella perseveró en la fe en Cristo, a pesar de los requerimientos de su hermano. Por ello, fue condenada a muerte junto con el sacerdote Vulfura. A ella, antes de ser degollada, se le impuso, por contumaz, la pena previa de mil azotes y la amputación de la lengua.
Un contemporáneo, posiblemente testigo directo de los hechos, escribió el martirio de Argéntea. A pesar de esto, no aparece venerada como mártir en los calendarios mozárabes.

## Restos
Los cristianos de Córdoba, con el obispo y clero a la cabeza, robaron los cuerpos y los enterraron. Argéntea fue sepultada en la basílica de los Tres Santos (que estuvo donde actualmente se encuentra la basílica de San Pedro cordobesa), y Vulfura en un cementerio.
En 1575, durante unas obras en el templo de San Pedro, se descubrieron las reliquias de varios mártires de Córdoba. Estas reliquias fueron situadas en un arca de plata. En dicho arca se encuentran los restos de Argéntea.